# Chamaeota dextrinoidespora
Chamaeota dextrinoidespora är en svampart som beskrevs av Z.S. Bi 1988. Chamaeota dextrinoidespora ingår i släktet Chamaeota och familjen Pluteaceae.   Inga underarter finns listade i Catalogue of Life.